# Strefa zdemilitaryzowana (informatyka)

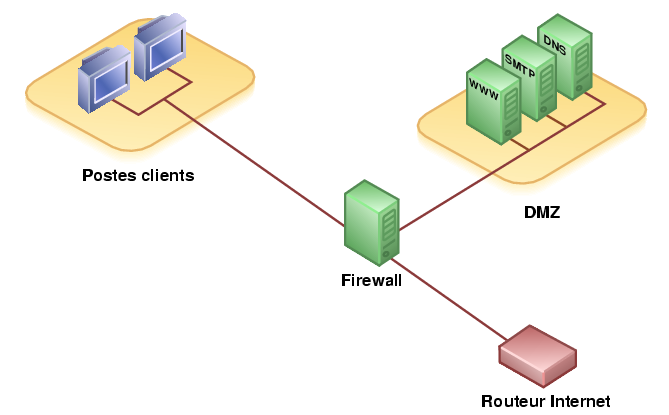
Struktura z koncepcją jednopoziomowego firewalla

Strefa zdemilitaryzowana (ang. demilitarized zone (DMZ)) – strefa zdemilitaryzowana bądź ograniczonego zaufania – jest to wydzielany na zaporze sieciowej (ang. firewall) obszar sieci komputerowej nienależący ani do sieci wewnętrznej (tj. tej chronionej przez zaporę), ani do sieci zewnętrznej (tej przed zaporą; na ogół jest to Internet). W strefie zdemilitaryzowanej umieszczane są serwery „zwiększonego ryzyka włamania”, przede wszystkim serwery świadczące usługi użytkownikom sieci zewnętrznej (najczęściej są to serwery WWW i FTP), którym ze względów bezpieczeństwa uniemożliwia się dostęp do sieci wewnętrznej. W strefie zdemilitaryzowanej umieszczane są także te serwery usług świadczonych użytkownikom sieci wewnętrznej, które muszą kontaktować się z obszarem sieci zewnętrznej (serwery DNS, proxy, poczty i inne), oraz serwery monitorujące i reagujące na próby włamań IDS.
W przypadku włamania na serwer znajdujący się w strefie DMZ intruz nadal nie ma możliwości dostania się do chronionego obszaru sieci wewnętrznej.
Określenie „strefa zdemilitaryzowana” pochodzi z terminologii wojskowej i oznacza obszar buforowy pomiędzy wrogimi siłami.